# Pchi-siou

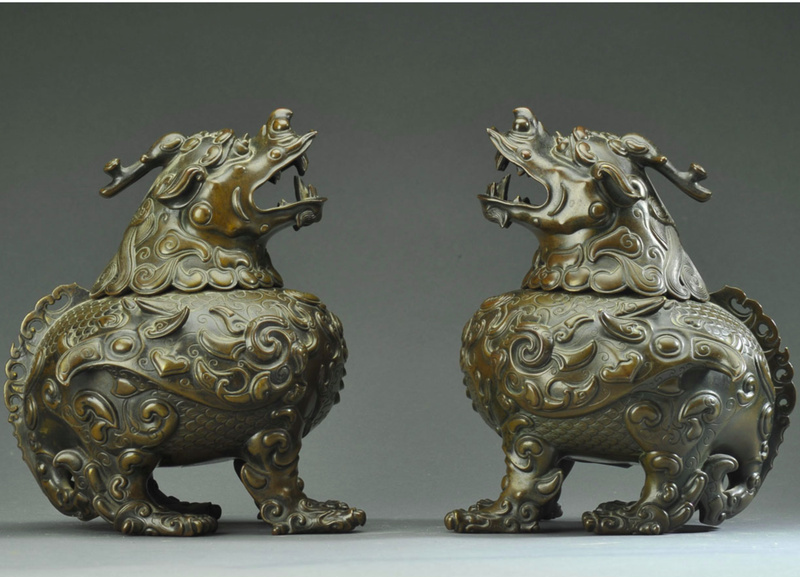

Pchi-siou (貔貅; píxiū), někdy také Pchi-jao či Pchi-sie, je čínské mytické stvoření přitahující bohatství a chránící před zlem.

## Vzhled
Vzhled Pchi-siou se různí a prošel během staletí vývojem. Jedná se o chiméru s hlavou draka a tělem tygra či lva. Později byly přidány rohy a křídla k podtržení jeho bájného původu a mytických sil. Někdy bývá vyobrazen i s kopyty Čchi-lina.

#### Druhy
- Tchien-lu (天祿; tiānlù): mužská forma, jeden paroh, má na starosti bohatství

- Pi-sie (辟邪; bìxié; doslova „odvrátit zlo“[3]): ženská forma, dva parohy, ochraňuje majitele před zlými vlivy

Říká se, že se Tchien-lu vydává do světa hledat zlato a další formy bohatství. Když se vrátí do domu svého pána, Pi-sie pak prý bohatství střeží. Vystavení Tchien-lu doma či v kanceláři má též zabránit odlivu bohatství.

## V mytologii
Existují různé čínské legendy, které vysvětlují mytologii Pchi-siou. Většina naznačuje, že Pchi-siou byl nejmladší a nejoblíbenější z devíti dětí legendárního Dračího krále. Rozmazlován oběma rodiči, Pchi-siou byl velice nezbedný. Jednou si hrál na stole Nejvyššího krále a rozbil důležitou pečeť, která představovala královu moc. Dračí král se proto rozzlobil a proměnil Pchi-sioua ve zvíře se zapečetěným konečníkem a nařídil, že může jíst pouze zlato s cenné věci. Jiné příběhy zase říkají, že mu konečník zapečetil Nefritový císař. I tady existuje více verzí důvodu. Některé legendy tvrdí, že Pchi-siou porušil jeden z posvátných nebeských zákonů, jiné že si při návštěvě u Nefritového císaře nestihl dojít na záchod a pokálel mu podlahu.

## V historii
Pchi-siou nejspíše vznikl za dynastie Chan. Je zmíněn v 96. kapitole knihy Chan-šu pod původním názvem Tchao-pa.
Anotace popisuje, že samice i samec Tchao-pa mají parohy jako jelen, přičemž samec (Tchien-lu) má jeden paroh a samice (Pi-sie) dva. Na poctu legendy o zuřivosti a udatnosti Pchi-siou v bitvě, se ve staré Číně stalo slovo Pchi-siou synonymem pro armádu . Slovo Pixiu, vyložené jako „zuřivá bestie“ a také „statečný válečník“, bylo použito jako symbol na bitevních vlajkách a praporech.
V dávných dobách císař Wu z dynastie Chan ustanovil Pchi-siou jako "poklad císaře". Bylo tudíž dovoleno používat jej pouze královským rodinám, obyčejní úředníci a lid to měli zakázáno.

## V architektuře
Dříve hlídal císařské hrobky, odstraňoval geopatogenní zóny v královských hrobkách, hlídal poklady či studovny a celkově přinášel prosperitu své zemi. Podle mýtů sbírá Pchi-siou bohatství ze všech směrů, proto se umisťovali jeho sochy do všech čtyř směrů světových stran na střechy budov. Takto umístěný přináší do domova bohatství a prosperitu. Pokud se umístí pár Pchi-siou před vchodové dveře, stejně jako např. psi Fu, brání vstupu negativní energie a přináší energii pozitivní.

## Ve Feng-šuej
Dle učení Feng-šuej je Pchi-siou nebeským tvorem štěstěny. Odvrací všechno špatné, zejména pokud je člověk narozen ve znamení čínského zvěrokruhu, které je pod negativním vlivem Tchaj-suej.

## V populární kultuře
Pchi-siou se objevuje i v populární kultuře. Z té západní jmenujme např. film Legenda o Mulan, kde je vypodoben na meči otce Fa Mulan. V čínské zase můžeme jmenovat internetové komiksy (manhua) Demon Apartment a Pixiu’s Eatery, No Way Out. V obou případech ztvárňuje jednu z hlavních postav a je obklopen penězi.